# Syntrichia bipedicellata
Syntrichia bipedicellata là một loài Rêu trong họ Pottiaceae. Loài này được (E. Britton) R.H. Zander miêu tả khoa học đầu tiên năm 1993.